# Caecognathia nieli
Caecognathia nieli is een pissebed uit de familie Gnathiidae. De wetenschappelijke naam van de soort is voor het eerst geldig gepubliceerd in 2006 door Svavarsson.